# Mycosphaerella populinum
Mycosphaerella populinum là một loài Ascomycetes trong họ Mycosphaerellaceae. Loài này được Auersw. J.Schoter miêu tả khoa học đầu tiên năm.
Đây là loài gây hại của các cây trong chi Populus, phát triển phổ biến ở Trung Quốc.